# Coussarea loftonii
Coussarea loftonii är en måreväxtart som först beskrevs av John Duncan Dwyer och M.Victoria Hayden, och fick sitt nu gällande namn av John Duncan Dwyer. Coussarea loftonii ingår i släktet Coussarea och familjen måreväxter.

## Underarter
Arten delas in i följande underarter:
- C. l. calimana
- C. l. loftonii
- C. l. occidentalis